# 504国道
504国道也作国道504线、G504线、国道抚松至公主岭公路或抚公公路，是中华人民共和国国道之一，属于一条国道联络线，始于吉林省白山市抚松县漫江镇与331国道相接，向西途径靖宇县、辉南县、梅河口市、磐石市和伊通满族自治县等地，于公主岭市与102国道相接。